# Jen Psakiová
Jennifer Rene Psakiová (nepřechýleně Psaki, anglická výslovnost [ˈsɑːki]IPA, * 1. prosince 1978 Stamford Connecticut) je americká televizní moderátorka a politická konzultantka, která byla mezi lednem 2021 a květnem 2022 tiskovou mluvčí Bílého domu v administrativě Joea Bidena. Je členkou Demokratické strany a o komunikaci s médii se z různých postů starala již během volební kampaně a následně v administrativě Baracka Obamy. Mezi lety 2017–2020 byla politickou komentátorkou na CNN.

## Osobní život a studium
Narodila se 1. prosince 1978 v connecticutském Stamfordu jako nejstarší ze tří dcer psychoterapeutky Eileen Medveyové a developera Dimitriose Psakiho, který má řecké a irské kořeny. Po střední škole studovala na College of William & Mary ve Virginii, kde v roce 2000 získala bakalářský titul z angličtiny a sociologie. Během studií závodně plavala. V květnu 2010 se vdala za Grega Mechera, toho času vedoucího kanceláře kongresmana Stevea Driehause, který reprezentoval Ohio a později zastával stejnou funkci u Joea Kennedyho III. z Massachusetts. Seznámili se v roce 2006 a mají spolu dvě děti.

## Kariéra
Profesní dráhu v politice zahájila prací na volebních kampaních iowských demokratů, senátora Toma Harkina a guvernéra Toma Vilsacka, v roce 2001. Během neúspěšné prezidentské kampaně Johna Kerryho v roce 2004 byla jeho zastupující tiskovou mluvčí. V letech 2005–2006 vedla agendu komunikace kongresmana Joea Crowleyho a zároveň působila jako regionální tisková mluvčí komise Demokratické strany pro volby do kongresu. Během první kampaně Baracka Obamy do prezidentských voleb v roce 2008 byla jeho tiskovou mluvčí na cestách po Spojených státech. Po jeho vítězství se stala nejdříve zástupkyní tiskového mluvčího Bílého domu a v prosinci 2009 zástupkyní ředitele PR oddělení. V září 2011 se přesunula do soukromého sektoru a stala se viceprezidentkou PR oddělení konzultantské firmy Global Strategy Group. V kampani vedoucí k prezidentským volbám v roce 2012 byla tiskovou mluvčí obhajujícího prezidenta. Mezi únorem 2013 a březnem 2015 byla tiskovou mluvčí ministerstva zahraničí, poté se až do konce Obamova prezidentství vrátila do Bílého domu na post ředitelky PR oddělení. V únoru 2017 se stala politickou komentátorkou pro zpravodajskou kabelovou televizní stanici CNN.

### Tisková mluvčí Bílého domu
Na konci listopadu 2020 nově zvolený prezident Joe Biden oznámil složení svého PR týmu a Psakiová byla vybrána na pozici tiskové mluvčí Bílého domu. Svou první tiskovou konferenci vedla 20. ledna 2021 po prezidentově inauguraci. Na začátku května 2021 uvedla, že má v plánu zůstat ve funkci po dobu dalšího zhruba roku. V říjnu 2021 ji organizace dbající o integritu politických činitelů obvinila z porušení Hatchova aktu, který zakazuje zaměstnancům státní služby účastnit se politického dění, tím, že se vyjádřila k nadcházející volbě guvernéra ve Virginii. Po zahájení ruské invaze na Ukrajinu se 15. března 2022 stala, spolu s dvanácti dalšími nejvyššími představiteli Spojených států, cílem odvetných sankcí. Bílý dům 5. května oznámil, že Psakiová úřad následující týden opustí a 13. května 2022 jí nahradila dosavadní zástupkyně Karine Jean-Pierrová.
Ještě během května 2022 byla zaměstnána jako analytička placeným zpravodajským kanálem MSNBC, kde měla od března 2023 vlastní pořad Inside with Jen Psaki, vysílaný dvakrát týdně, konkrétně v pozdních nedělních hodinách a v pondělním hlavním vysílacím čase. Od května 2025 se její pořad jmenuje The Briefing with Jen Psaki a je vysílán každé úterý až pátek od devíti hodin večer.